# GAC-Honda Shirui
GAC-Honda Shirui – hybrydowy samochód osobowy typu SUV klasy kompaktowej wyprodukowany przez chińsko-japońskie joint venture GAC Honda w 2017 roku.

## Historia i opis modelu
W 2017 roku chiński oddział Hondy, tworzony przez joint venture GAC Honda, nawiązał współpracę ze swoim tutejszym partnerem, GAC Group, w celu uzupełnienia swojej oferty o zeletryfikowane modele i spełnienie przez to nakładanych przez chiński rząd wymogów posiadania minimum takich pojazdów na sprzedaż w tym regionie. Oprócz Fiata, Mitsubishi i Toyoty, także i GAC Honda zdecydowała się na wprowadzenie odpowiednika GAC Trumpchi GS4.
Pod kątem wizualnym samochód zyskał minimalny zakres różnic ograniczający się jedynie do przeprojektowanego przedniego zderzaka i innego kształtu osłony chłodnicy. Jednocześnie nie zdecydowano się na logotypy Hondy, poprzestając na macierzystnych oznaczeniach GAC Group.

### Sprzedaż
W przeciwieństwie do innego modelu zapożyczonego z gamy GAC Group przez Hondę na potrzeby rynk chińskiego, EA6, GAC-Honda Shirui nie trafiła do sprzedaży i nie wykroczyła poza fazę rejestracji próbnego egzemplarza w chińskim urzędzie patentowym dokumentującym wygląd pojazdu.

### Dane techniczne
Jako pochodna hybrydowej odmiany GAC Trumpchi GS4, tak i GAC-Honda Shirui zyskał hybrydowy napęd typu plug-in. Utworzył go benzynowy, 1,5 litrowy silnik o 177 KM połączony w trybie pracy Atkinsona z 96-konnym silnikiem elektrycznym, rozwijająć maksymalnie 300 Nm momentu obrotowego i ok. 600 kilometrów zasięgu w trybie mieszanym.